# Heinrich Hueter
Heinrich Hueter (28. ledna 1844 Wilten – 23. září 1925 Ebnit) byl rakouský alpinista a politik německé národnosti z Vorarlberska, na počátku 20. století poslanec Říšské rady; funkcionář Alpenvereinu.

## Biografie
Působil jako městský radní a majitel domu v Bregenzu. Vystudoval vojenskou kadetní školu v Mariboru. V roce 1866 se stal poručíkem, roku 1873 záložním nadporučíkem. V roce 1876 odešel z armády, pracoval pak na poštovním úřadu v Bregenzu. Od roku 1877 byl činný v Alpenvereinu. Od roku 1880 byl náměstek předsedy Deutscher und Österreichischer Alpenverein, v letech 1884–1921 pak předsedou zemské sekce této organizace pro Vorarlbersko. V roce 1921 byl jmenován čestným předsedou. Jmenuje se po něm horská chata Heinrich-Hueter-Hütte v regionu Montafon.
Působil i jako poslanec Říšské rady (celostátního parlamentu Předlitavska), kam usedl v doplňovacích volbách roku 1905 za kurii městskou a obchodních a živnostenských komor, obvod Bregenz, Feldkirch atd. / Feldkirch. Nastoupil 18. prosince 1905 místo Johanna Drexela. Byl členem Německé lidové strany.
Zemřel v září 1925 náhle během pěší túry na vrchu Hoher Freschen na infarkt. Do posledních let se těšil dobrému zdraví.